# Megachile ituriella
Megachile ituriella är en biart som beskrevs av Pasteels 1965. Megachile ituriella ingår i släktet tapetserarbin, och familjen buksamlarbin. Inga underarter finns listade i Catalogue of Life.